# Beurré Chaboceau

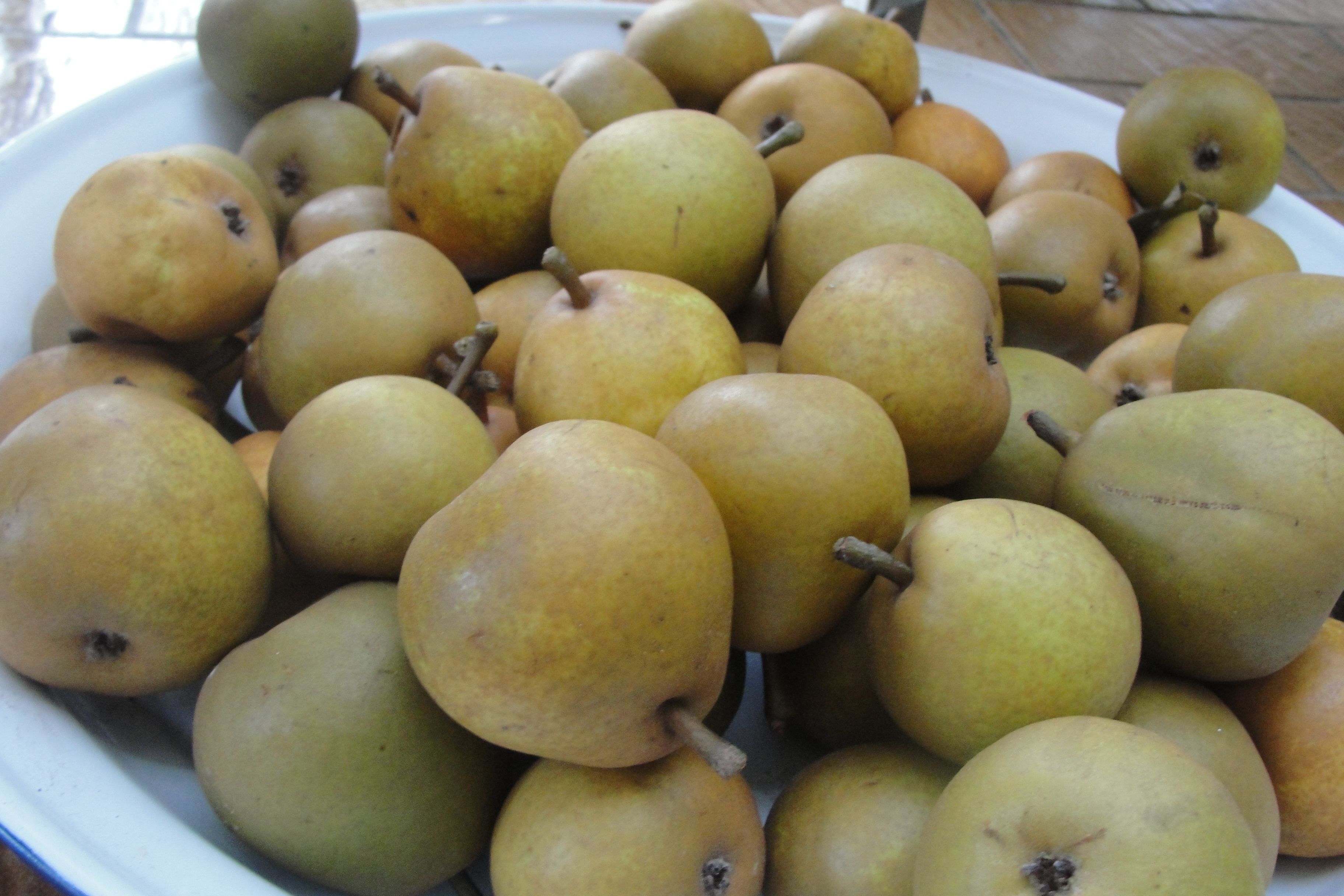

Beurré Chaboceau (Jefkespeer of Jefkenspeer) is een bronskleurig, vrij kort perenras. De boom staat bekend om zijn grote windvastheid, bestendigheid tegen schurft en zijn sterke groei. De peer is in het begin van oktober rijp. Het ras is geschikt voor het aanplanten van een boomgaard.

## Geschiedenis
De Jefkespeer is gekweekt door de proost in de proosdij van de premonstratenzers of 'witheren' te Ninove, Jan de Pameleirre, tevens pastoor van de Sint-Pieterskerk in Denderwindeke, en zijn hovenier Jozef (Jef) Thiebaut. Het is niet duidelijk wie van hen beiden uiteindelijk deze peervariëteit uit zaad won, maar Jef droeg veel bij tot de verspreiding ervan. Door de tijd heen kreeg ze zijn naam. Omstreeks dezelfde tijdsperiode werd er in dezelfde proosdij van de witheren ook nog de "Berglander" gekweekt, een appelras.
Toen de Franse Revolutie ook de Denderstreek overspoelde, werden alle kerkelijke goederen onder de hamer gebracht. De proosdij met boomgaard kwam terecht in de handen van de Ninoofse notaris Jean-François Chaboceau, die de peer zijn naam gaf: Beurré Chaboceau. Ze kwam op voorname tafels terecht. De eigenlijke vinder werd min of meer vergeten maar het volk bleef deze peer de Jefkespeer noemen.

## Voetnoten
1. ↑  Tijdschrift over boomteeltkunde, bloementeelt en moeshovenierderij, orgaan van den Boomteeltkundigen kring van België in 1864 ingesteld, Cercle d'arboriculture de Belgique, blz. 353.